# Cantone di Saint-Égrève
Il Cantone di Saint-Égrève era una divisione amministrativa dell'arrondissement di Grenoble.
A seguito della riforma approvata con decreto del 18 febbraio 2014, che ha avuto attuazione dopo le elezioni dipartimentali del 2015, è stato soppresso.

## Composizione
Comprendeva i comuni di:
- Fontanil-Cornillon
- Mont-Saint-Martin
- Proveysieux
- Quaix-en-Chartreuse
- Saint-Égrève
- Saint-Martin-le-Vinoux
- Sarcenas